# طه یاسین الخنیسی
طه یاسین الخنیسی (انگلیسی: Taha Yassine Khenissi؛ زادهٔ ۶ ژانویهٔ ۱۹۹۲) بازیکن فوتبال اهل تونس است.
از باشگاه‌هایی که در آن بازی کرده‌است می‌توان به باشگاه فوتبال اسپرانس تونس و باشگاه فوتبال صفاقسی اشاره کرد.